# Genetic Engineering
Genetic Engineering – pierwszy singiel angielskiego zespołu OMD, pochodzący z czwartego albumu studyjnego Dazzle Ships. Singiel wydano 11 lutego 1983 za pośrednictwem wytwórni Virgin Records.
Piosenka nie dostała się do Top 10 w Wielkiej Brytanii.